# معبد خورشید
معبد خورشید (به فرانسوی: Le Temple du Soleil) که در انگلیسی به نام Prisoners of the Sun یا زندانی‌های خورشید ترجمه شده، چهاردهمین کتاب از مجموعهٔ کتاب‌های مصور ماجراهای تن‌تن اثر هرژه، نویسنده و کارتونیست بلژیکی است. این داستان ابتدا از سپتامبر ۱۹۴۶ تا آوریل ۱۹۴۸ به صورت هفتگی در مجلهٔ تن‌تن منتشر شد. داستان کتاب که دنبالهٔ هفت گوی بلورین است، دربارهٔ سفر تن‌تن خبرنگار جوان، سگ او میلو و دوستش کاپیتان هادوک به پرو به منظور نجات پروفسور تورنسل است که در کتاب قبل ربوده شده. در جریان این سفر، تن‌تن و همراهانش از مناطق مسکونی پرو، کوه‌های آند و جنگل بارانی عبور کرده و یک تمدن مخفی اینکا را کشف می‌کنند.
معبد خورشید از نظر تجاری موفق بود و در سال ۱۹۴۹ توسط انتشارات کاسترمن به صورت کتاب منتشر شد. هرژه بعد از این کتاب، در ادامه ماجراهای تن‌تن، داستان سرزمین طلای سیاه را آغاز کرد. معبد خورشید در سال ۱۹۶۹ توسط استودیوی بلویژن در فیلم تن‌تن و معبد خورشید، در سال ۱۹۹۱ به عنوان قسمتی از مجموعهٔ تلویزیونی ماجراهای تن‌تن و در سال‌های ۱۹۹۲ و ۱۹۹۳ در به صورت رادیویی در رادیو بی‌بی‌سی ۵ به تصویر کشیده شده. همچنین در سال ۱۹۹۷ یک بازی ویدئویی به همین نام و در سال ۲۰۰۱ یک تئاتر موزیکال به زبان‌های فرانسوی و هلندی بر اساس این داستان ساخته شده‌اند.

## داستان

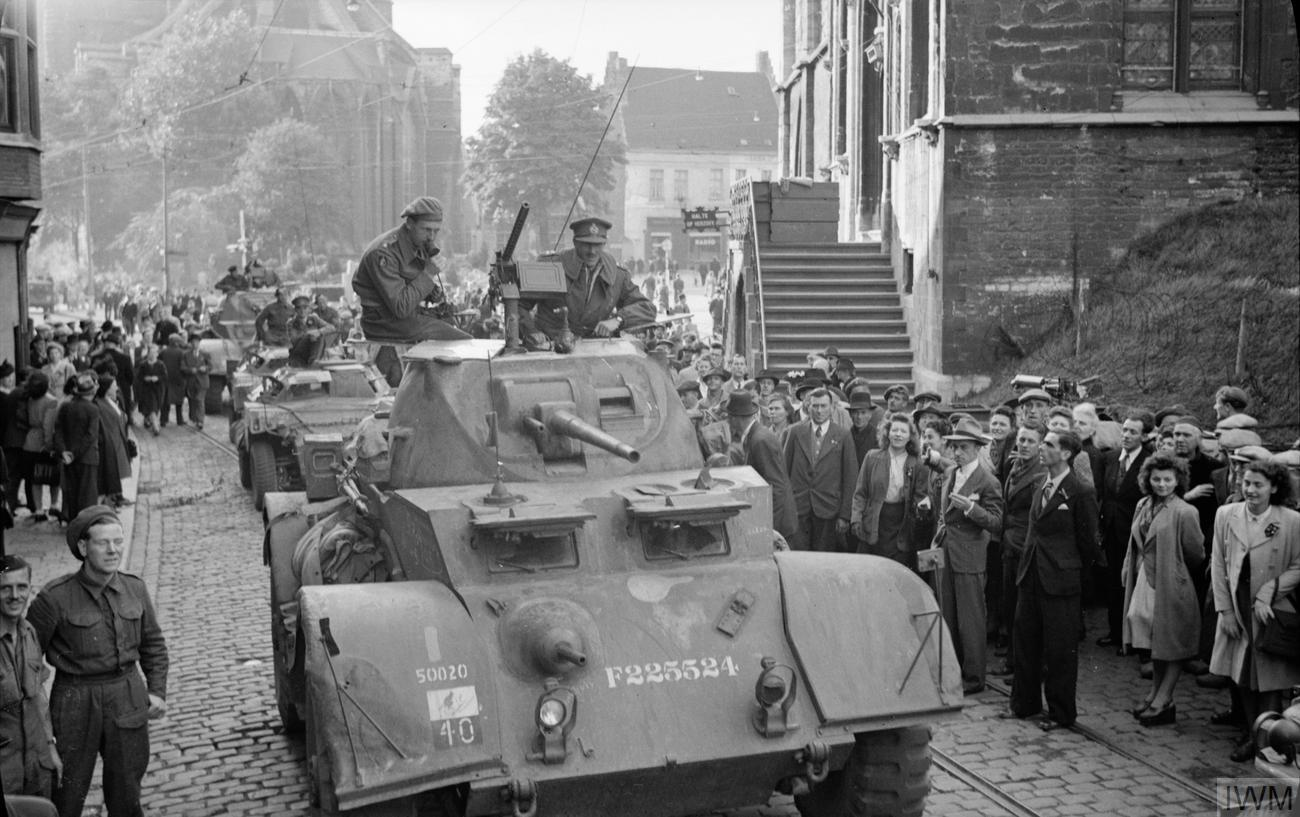
ارتش بریتانیا در شمال غربی اروپا ۱۹۴۴–۱۹۴۵ سرلشکر G L Verney، لشکر ۷ زرهی GOC، در ۸ سپتامبر ۱۹۴۴ با ماشین زرهی خود Staghound وارد خنت شد.

داستان این کتاب دنبالهٔ ماجرایی است که در هفت گوی بلورین آغاز شده.
تن‌تن خبرنگار جوان به همراه سگش میلو و دوستش کاپیتان هادوک به کایائو در کشور می‌روند. در آن‌جا قصد دارند دوستشان پروفسور تورنسل را که ربوده شده و در کشتی پاشاکاماک زندانی است از دست آدم‌ربایان نجات دهند. تن‌تن مخفیانه به کشتی می‌رود و از طریق چیکیتو، دستیار سابق ژنرال آلکازار متوجه می‌شود که قرار است تورنسل به دلیل پوشیدن دستبند متعلق به مومیایی اینکا راسکارکاپاک، اعدام شود.
تن‌تن موفق می‌شود از کشتی فرار کند و با کمک کاپیتان هادوک پلیس پرو را از ماجرا مطلع می‌کنند. اما آدم‌ربایان با گریختن از چنگ پلیس، تورنسل را به کوه‌های آند می‌برند. تن‌تن و هادوک آن‌ها را تا شهر خاوخا تعقیب کرده و در آن‌جا سوار قطار می‌شوند. آدم‌ربایان با خرابکاری در قطار واگن تن‌تن و هادوک را از قطار جدا کرده و قصد کشتن آن‌ها را دارند که موفق نمی‌شوند. تن‌تن و هادوک سعی می‌کنند از سرخ‌پوستان محلی دربارهٔ تورنسل و آدم‌ربایان تحقیق کنند اما متوجه می‌شوند که مردم محلی شدیداً از هر پاسخی خودداری می‌کنند. تن‌تن به صورت اتفاقی با یک پسر کچوا به نام زورینو آشنا می‌شود و او را از دست افرادی که قصد آزارش را داشتند نجات می‌دهد. مرد مرموزی این عمل خیرخواهانهٔ تن‌تن را مشاهده می‌کند و گردنبندی به او می‌دهد که ادعا می‌کند او را از خطر دور خواهد کرد. زورینو به تن‌تن خبر می‌دهد که تورنسل به معبد خورشید در مناطق صعب‌العبور کوه‌های آند برده شده و پیشنهاد می‌کند که به تن‌تن و هادوک برای رسیدن به معبد خورشید کمک کند.
بعد از طی کردن مسیری دشوار از میان کوه‌های پربرف و جنگل بارانی، نجات از بهمن و گریختن از گروهی از سرخ‌پوستان که قصد ناکام ماندن این سفر را دارند، تن‌تن، میلو، هادوک و زورینو به معبد خورشید می‌رسند. ساکنان معبد خورشید گروهی از بازماندگان تمدن اینکا هستند که به صورت مخفیانه در منطقه‌ای دور از دسترس آداب و رسوم خود را حفظ کرده‌اند. در معبد خورشید با حاکم این گروه، شاهزادهٔ خورشید مواجه می‌شوند. دو مقام عالیرتبهٔ دیگر اینکا که در سمت چپ و راست شاهزادهٔ خورشید ایستاده‌اند، چیکیتو و هواسکار (مرد مرموزی که در خاوخا با تن‌تن ملاقات کرد) هستند. زورینو که گردنبند را از تن‌تن گرفته بوده بخشیده می‌شود اما تن‌تن و هادوک به جرم حرمت‌شکنی به اعدام محکوم می‌شوند. اما به آن‌ها اجازه داده می‌شود که خودشان روز و ساعتی که خدای خورشید قرار است آن‌ها را به آتش بکشد انتخاب کنند.
در روز اعدام، تن‌تن، هادوک و تورنسل در کنار یکدیگر به تیرهای چوبی بسته می‌شوند و قرار است با استفاده از یک عدسی بزرگ و نور خورشید سوزانده شوند. اما تن‌تن روز و ساعت مراسم را هم‌زمان با یک خورشیدگرفتگی انتخاب کرده است و اینکاهای وحشت‌زده را مجاب می‌کند که خورشید از او دستور می‌گیرد. شاهزادهٔ خورشید از او خواهش می‌کند کاری کند که خورشید دوباره شروع به تابیدن کند و بعد از «صحبت» تن‌تن با خورشید، خورشیدگرفتگی برطرف می‌شود. شاهزادهٔ خورشید به آن‌ها می‌گوید که هفت گوی بلورینی که دانشمندان سفر اکتشافی سندرز-هاردیمن را به خواب فرو برده حاوی ماده‌ای از مشتقات کوکا است و کاهن بزرگ خورشید قادر است از این طریق آن‌ها را به دلیل حرمت‌شکنی مجازات کند. تن‌تن شاهزادهٔ خورشید را قانع می‌کند که این دانشمندان نیت بدی نداشته‌اند و قصدشان آشنا کردن دنیا با عظمت تمدن اینکا بوده. هواسکار طلسم را از بین می‌برد و هم‌زمان این هفت دانشمند در بلژیک از خواب بیدار می‌شوند. تن‌تن، هادوک و تورنسل بعد از آن‌که قول می‌دهند وجود معبد خورشید را به عنوان یک راز نزد خود نگه دارند، آن‌جا را ترک می‌کنند. اما زورینو تصمیم می‌گیرد در معبد بماند و همراه اینکاها زندگی کند.

## چاپ اول
- در انگلستان: Casterman
- در ایران (ترجمهٔ فارسی): انتشارات یونیورسال

## تعداد صفحات
- در ایران: ۶۲ صفحه
- در بلژیک: ۶۲ صفحه
- در انگلیس: ۶۲ صفحه
- در آمریکا: ۶۲ صفحه
- در فرانسه: ۶۲ صفحه